# Рак підшлункової залози
Рак підшлункової залози (РПЗ, іноді на діагностичному етапі до чіткого встановлення діагнозу хвороба підшлункової залози) — злоякісне новоутворення підшлункової залози. Найчастішим типом РПЗ (близько 95 % випадків) є дуктальна (протокова) аденокарцинома, що походить з екзокринної частини залози; до інших типів злоякісних пухлин підшлункової залози належать нейроендокринні пухлини., РПЗ характеризується надзвичайно несприятливим прогнозом: здебільшого для раку показник відносного виживання протягом 1 року становить 25 %, 5 років — 6 %, 10 років — поодинокі випадки. 5-річне виживання пацієнтів з місцеворозповсюдженим РПЗ становить близько 15 %,, тоді як пацієнти з метастазами РПЗ мають виживання 6-12 місяців. Проте індивідуальні особливості протікання РПЗ та час постановки діагнозу (на ранній стадії або на термінальній стадії) можуть впливати на показник виживання, покращуючи його в деяких випадках.

## Етіологія
При РПЗ (протокова аденокарцинома) найчастіше визначаються зміни в наступних генах: мутації в KRAS (96 %) та TP53 (55 %), мутації або делеції в CDKN2A (75 %), SMAD4 (50 %), та SWI/SNF (35 %). Високий ризик РПЗ спостерігається у родичів першої лінії хворого. Також РПЗ може виникати на тлі інших хвороб, що виникають як результат молекулярно-генетичних аномалій:
- Синдром Пейтца-Єгерса, при якому спостерігаються генеративні мутації в гені STK11/LKB1, що може збільшувати приблизно на 30 % ризик розвитку РПЗ
- Синдром фамільної атипової множинної меланоцитно-невусної меланоми (англ. Atypical Multiple Mole Melanoma, (FAMMM)) асоціюється з генеративною мутацією генів p16/CDKN2A та підвищує ризик РПЗ до 17 %
- Спадковий рак молочної залози та яєчників (мутації BRCA1/2),
- Спадковий неполіпозний колоректальний рак
- Фамільний аденоматозний поліпозоз (мутації гену APC)

## Класифікація
Згідно з класифікацією ВООЗ, пухлини підшлункової залози, в тому числі злоякісні, класифікуються в залежності від функції клітин, що зазнали злоякісної трансформації, поділяючись таким чином на екзокринні та ендокринні неоплазії.

### Ендокринні карциноми
Ендокринні пухлини класифікуються в залежності від функціональної активності та рівня диференціації.

#### Високо-диференційовані
- Функціонуючі
  - Інсулінома
  - Глюкагонома
  - Соматостатинома
  - Гастринома
  - ВІПома
  - Серотонін-секретуюча пухлина з карциноїдним синдромом
- Нефункціонуючі — як правило злоякісні пухлини з низьким потенціалом злоякісності та маловираженою клінічною картиною.

#### Низько-диференційована ендокринна карцинома
Низько-диференційована ендокринна карцинома — злоякісна пухлина, що характеризується високим рівнем біологічної агресивності, частота якої становить менше 1 % від всіх типів РПЗ. Переважно локалізована в головці підшлункової залози.

#### Змішана екзокринно-ендокринна карцинома
Злоякісна пухлина підшлункової залози епітеліального походження, в якій спостерігається наявність мінімум 1/3 екзокринних та ендокринних неопластичних клінин в стромі та метастазах пухлини. Найчастіше такі пухлини локалізовані в головці підшлункової залози та являють собою дуктально-ендокринну карциному підшлункової залози.

### Екзокринні карциноми
Злоякісні пухлини, що походять з екзокринної частини підшлункової залози класифікуються як епітеліальні, неепітеліальні, вторинні пухлини. Здебільшого діагностуються епітеліальні пухлини, серед яких превалюють дуктальні карциноми.

#### Епітеліальні пухлини
- Дуктальна аденокарцинома
  - Муцинозна некістозна карцинома
  - Перстневидно-клітінна карцинома (англ. Signet ring cell)
  - Адено-плоскоклітинна карцинома
  - Недиференційований (анапластичний) рак підшлункової залози
  - Недиференційована карцинома з остеокласт-подібними гігантськими клітинами
  - Змішана дуктально-ендокринна карцинома
- Серозна цистаденокарцинома
- Муцинозна цистаденокарцинома — буває двох типів: інвазивна та неінвазивна
- Інтрадуктальна папілярно-муцинозна карцинома — буває двох типів: інвазивна та неінвазивна
- Ацинарна карцинома
  - Ацинарна цистаденокарцинома
  - Змішана ацинарно-ендокринна карцинома
- Панкреатобластома
- Солідна-псевдопапілярна карцинома

#### Неепітеліальні пухлини
Діагностуються надзвичайно рідко. До цих пухлин належать мезенхімальні новоутворення (лейоміосаркоми та гастроінтестинальні стромальні пухлини) та лімфоми підшлункової залози.

## Клінічні прояви

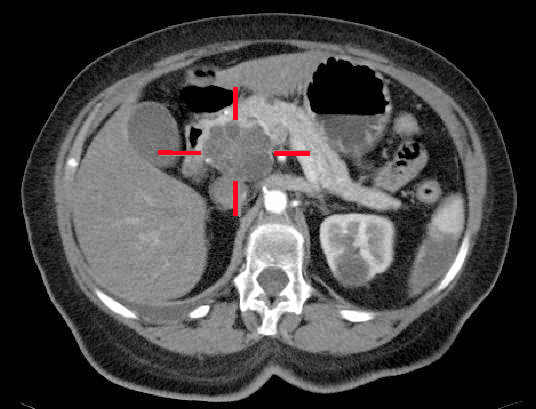
Знімок КT кістозної аденокарциноми головки підшлункової залози (позначено червоними стрілками).

Основними симптомами у пацієнтів з РПЗ є втрата ваги та жовтяниця, може також спостерігатись біль у мезогастральній ділянці. При раку головки підшлункової залози виявляють нерідко симптом Курвуазьє — збільшений жовчний міхур, який можна пропальпувати, тоді як в нормі це неможливо зробити.

## Діагностика
При підозрі на РПЗ пацієнтам рекомендовано проведення КТ (з контрастуванням) та УЗД органів черевної порожнини — обидва високо-інформативні інструментальні неінвазивні методи дослідження. Для діагностики РПЗ рутинно визначають концентрацію в крові специфічного до РПЗ маркеру СА19-9 та CEA, що є більш загальним індикатором неопластичного процесу.

## Лікування

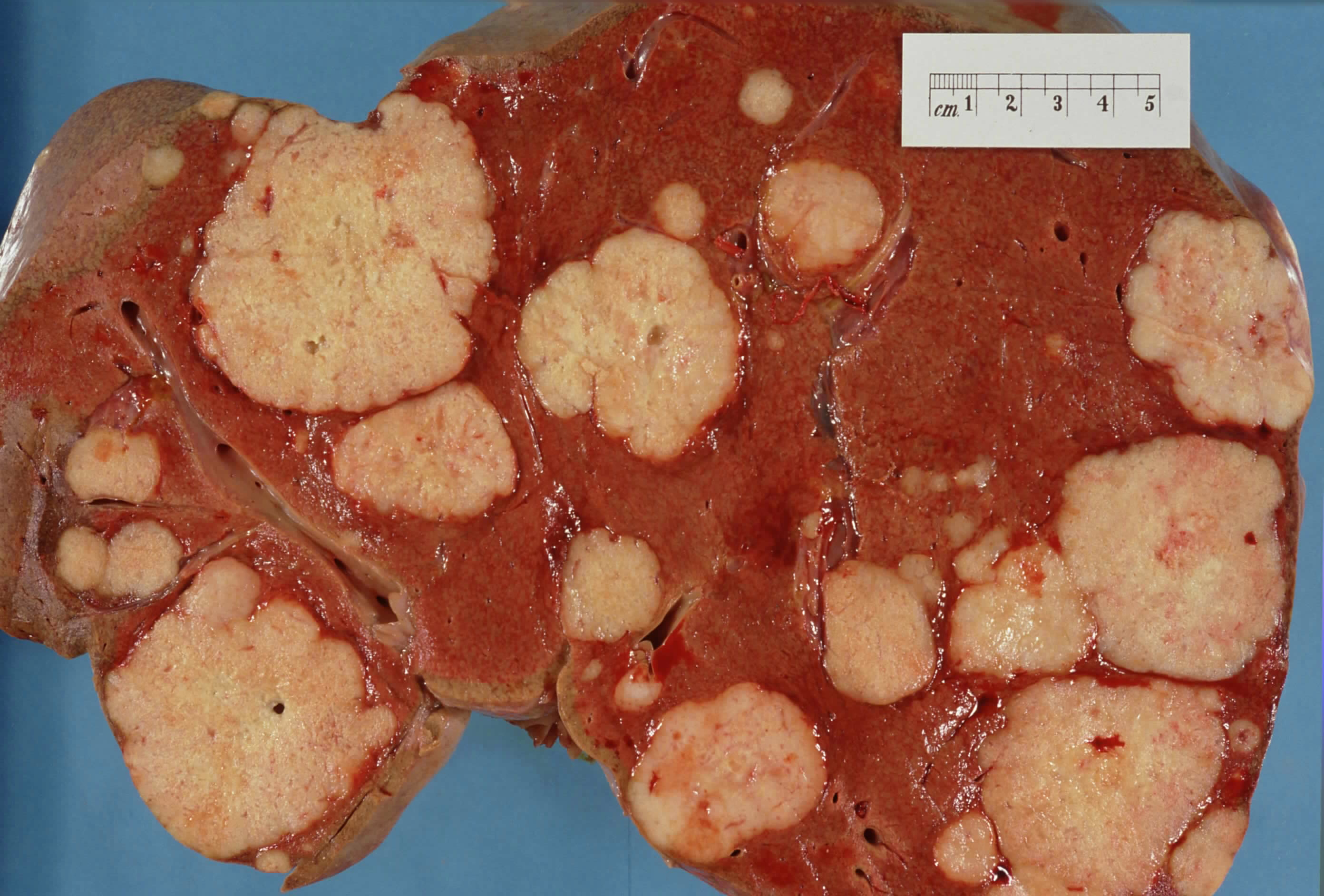
Патоморфологічний препарат печінки людини з множинними метастичними вогнищами (утворення білуватого кольору) аденокарциноми підшлункової залози.

Залежно від стадії РПЗ, для лікування може застосовуватися хірургічне, хіміотерапевтичне лікування або променева терапія.

### Хірургічне
При розташуванні дуктальної карциноми в голівці підшлункової залози виконується панкреато-дуоденальна резекція (операція Віппла (англ. Whipple procedure). При операції Віппла виконується видалення головки підшункової залози ураженої РПЗ разом з 12-палою кишкою, резекція шлунку, видалення жовчного міхура. Формується анастомоз між шлунком та тонкою кишкою, холедохо-єюноанастомоз, При локалізації аденокарциноми в хвості підшлункової залози показано проведення дистальної панкреатектомії. Після операції пацієнтам показано проведення ад'ювантної хіміотерпії гемцитабіном, застосування якого показало покращення 5-річного виживання в рандомізованих дослідженнях.

### Хіміотерапія
Ад'ювантна хіміотерпія РПЗ проводиться окремими препаратами або їх комбінаціями. Хіміопрепарати, що найчастіше застосовуються: гемцитабін та таксани, гемцитабін та іринотекан, гемцитабін та препарати платини, гемцитабін та капецитабін, гемцитабін та 5-ФУ.,

### Променева терапія
Застосування ад'ювантної радіотерапії для лікування РПЗ обмежено, а її роль остаточно не підтверджена. Даний вид лікування застосовується переважно з метою профілактики регіонарного метастазування РПЗ.

## Прогноз
РПЗ, що походить з екзокринної частини підшлункової залози (аденокарцинома), характеризується здебільшого несприятливим прогнозом. Метастатичне ураження призводить до розвитку значного больового синдрому, значної втрати ваги та жовтяниці. У деяких випадках, РПЗ призводить до розвитку цукрового діабету внаслідок порушення продукції інсуліну.
Показники виживання:
- Показник відносного виживання для всіх стадій становить приблизно 25 % до 1 року, 5 % — до 5 років.[17]
- Приблизно 20 % пацієнтів з місцево-розповсюдженим РПЗ мають 5-річне виживання.[8][9]
- За наявності метастазів (що буває у 80-90 % випадків) медіана виживання становить 6-12 місяців.[18]